# Il gobbo di Londra
Il gobbo di Londra (Der Bucklige von Soho) è un film tedesco del 1966 diretto da Alfred Vohrer.

## Trama
Scotland Yard investiga su una serie di omicidi avvenuti in un antico castello ora riconvertito a scuola femminile.

## Riprese
Le riprese in esterni si svolsero tra Berlino e Londra, mentre gli interni furono girati presso gli Spandau Studios.

## Accoglienza
Dave Sindelar di Fantastic Movie Musings and Ramblings scrisse che il fatto di aver girato il film a colori lo "privasse di gran parte del suo fascino", e criticò inoltre la prima mezz'ora ritenuta troppo lenta, la colonna sonora e il doppiaggio. Andrew Pragasam di The Spinning Image assegnò alla pellicola 6 stellette su 10, notando come nonostante i grossi buchi nella narrazione, il film, con la sua miscela di umorismo e horror, risultasse comunque godibile.